# 한밤 중의 서리
한밤 중의 서리 (Frost at Midnight)는 새뮤얼 테일러 콜리지가 1798년에 쓴 시이다.  이시는 밤 12시에 내리는 서리를 보는 콜리지를 형상화한 작품으로 시의 화자는 잠을 이루지 못하고 있다. 화자의 쓸쓸함과 외로움, 한스러움등의 다양한 감정을 표현하며 새벽의 고요함을 말한다.

## 내용
서리가 비밀스러운 목회 활동을 한다.
어던 바람의 도움도 없이.  올빼미의 울음소리가
크게 들렸다. 또 운다! 전과 같이 큰 소리로
내가 있는 오두막의 사람들은 모두 쉬고있다
나만 홀로 남겨둔채로,
그것은 좀 더 심오한 사색을 하기에 적합하다.
내 쪽에서 평화롭게 잠을 자는 아기를 빼곤 말이다.
이 고요함은 과연! 너무나 평온해서
이상하고 극단적인 침묵을 통해 명상을
방해하고 혼란케 한다. 바다, 언덕, 그리고 나무
이 인구가 많은 마을! 바다, 언덕, 그리고 나무,
인생에서 일어나는 수많은 일들로
꿈과 같이 들리지 않는다! 가느다란 파란 불꽃이
내 조금 탄 불위에 누워있다, 그리곤 흔들리지도 않는다.
오직 쇠살대위에서 흔들리는 저 화면만이
아직 그곳에서 흔들리며, 그 유일한 시끄러운 것이다.
내가 생각하기를 이 자연의 고요함속에서 움직이는 것이
살아있는 나에게 흐릿한 연민을 주며
친구와 같은 모습을 만든다.
게으른 영혼을 퍼덕이고 놀라게하는 보잘 것 없는 것이
스스로의 분위기로 해석함으로, 매순간
메아리치거나 스스로를 찾는 것을 반사한다.
그리고 생각들의 장난감으로 만든다.